# Frank Guldbæk Jensen
Frank Guldbæk Jensen (født 5. oktober 1959) er forsanger og bassist i Charlie Dee & The Twisters. Var i 1979 medstifter af bandet, og er det eneste nuværende bandmedlem fra den originale besætning. Er desuden aktiv i flere århusianske bands, bl.a. det legendariske kultorkester Hjorting Jam.
Grundlægger af countryrock bandet Lonerock, der siden 2006 har spillet egne kompositioner indenfor moderne countrymusik.